# Bauwelt Fundamente
Bauwelt Fundamente ist eine von Ulrich Conrads 1963 gegründete und seit Anfang der 1980er Jahre gemeinsam mit Peter Neitzke herausgegebene Taschenbuchreihe zur Theorie der Architektur und des Städtebaus. In ihr erschienen viele grundlegende Texte zur Architektur der Moderne und später der Postmoderne. Mit inzwischen 150 Bänden ist sie die umfangreichste deutschsprachige Buchreihe zu diesen Themen (Das von 1880 bis 1943 publizierte
Handbuch der Architektur umfasst 143 Titel). Herausgeber der Reihe war bis zu seinem Tod Peter Neitzke (1938–2015). Danach übernahm seine Frau Elisabeth Blum zusammen mit Jesko Fezer, Günther Fischer, Kaye Geipel und Angelika Schnell die Herausgeberschaft.

## Geschichte
Der Name der Buchreihe ist abgeleitet von der Architekturzeitschrift Bauwelt, deren Chefredakteur Conrads war. Die Reihe erschien zunächst im Berliner Ullstein Verlag, die Bände aus dieser Zeit tragen in manchen Bibliografien den Reihentitel „Ullstein Bauwelt Fundamente“. Die Bände erschienen nicht immer in der Reihenfolge ihrer Nummerierung, es sind auch nicht alle Nummern erschienen. Mitwirkende bei der Herausgabe der frühen Bände waren so bekannte Persönlichkeiten wie Gerd Albers, Adolf Arndt, Lucius Burckhardt, Werner Hebebrand, Werner Kallmorgen, Hermann Mattern, Julius Posener, Hans Scharoun, Hans Joachim Schneider. Charakteristisch für die Gestaltung der Bände ist das Format 14,0 × 19,0 cm, der schwarz-weiße Umschlag, einfache Klebebindung, sowie für die frühen Ausgaben der blau eingefärbte Buchschnitt.
Später erschien die Buchreihe im Vieweg Verlag in Braunschweig. Ein Werbeslogan aus dieser Zeit lautet: Bauwelt Fundamente – Dokumente zu Architektur und Städtebau – Bausteine für die Stadt von Morgen. Wiederum einige Jahre später erschien die Reihe in der Bauverlag BV GmbH, Gütersloh, (in Zusammenarbeit mit dem Basler Birkhäuser Verlag). Mitwirkende bei der Herausgabe sind Gerd Albers, Hildegard Barz-Malfatti, Elisabeth Blum, Werner Durth, Eduard Führ, Werner Sewing, Thomas Sieverts, Jörn Walter.
Ende 2009 wurde der Bereich Architektur und Design an den spanischen Architekturverlag Actar (Barcelona) verkauft und die neue Gruppe ActarBirkhäuser gegründet. ActarBirkhäuser führte den Imprint Birkhäuser. Über letzteren wurde am 6. März 2012 das Konkursverfahren eröffnet. Seit 2012 erscheint die Reihe beim Verlag De Gruyter, der Birkhäuser als Imprint übernommen hat.

## Bauwelt Fundamente (Auswahl)
- Band 1: Ulrich Conrads (Hrsg.): Programme und Manifeste zur Architektur des 20. Jahrhunderts. Bauwelt-Fundamente Band 1, Berlin: Ullstein, 1964
- Band 2: Le Corbusier: Vers une architecture. Paris 1922, deutsch: Kommende Baukunst, Leipzig 1923; Ausblick auf eine Architektur, Bauwelt-Fundamente Band 2, Ullstein 1963, Birkhäuser 2001
- Band 3: Werner Hegemann: Das steinerne Berlin. 1930, Geschichte der größten Mietkasernenstadt der Welt. Bauwelt Fundamente Band 3, Ullstein 1963, Vieweg, Braunschweig 1988, ISBN 3-528-18603-8.
- Band 4: Jane Jacobs: The death and life of great american Cities. New York: 1961, deutsch: Tod und Leben großer amerikanischer Städte. Bauwelt Fundamente Band 4, Ullstein 196?, Friedrich Vieweg & Sohn Verlag, Braunschweig, 1993
- Band 5: Sherman Paul: Lewis H. Sullivan. Ein amerikanischer Architekt und Denker. Bauwelt Fundamente Band 5, unveränderter Nachdruck: Birkhäuser 2014 ISBN 978-3-03821-700-8.
- Band 8: Bruno Taut: Frühlicht 1920–1922. Eine Folge für die Verwirklichung des neuen Baugedankens. Bauwelt Fundamente Band 8, Berlin: Ullstein, 1963
- Band 10: Adolf Behne: Der moderne Zweckbau. Drei Masken Verlag, Berlin 1926, Nachdruck: Bauwelt Fundamente Band 10, Berlin; Frankfurt 1964, Nachdruck: Gebr. Mann Verlag, Berlin 1998, ISBN 3-7861-2250-4.
- Band 12: Le Corbusier: Feststellungen. 1929, Bauwelt-Fundamente Band 12, Vieweg, Braunschweig 1978
- Band 15: Christian Norberg-Schulz: Logik der Baukunst. Ullstein Bauwelt Fundamente Band 15, Berlin 1965, DNB 453602797.
- Band 16: Kevin A. Lynch: Das Bild der Stadt. Bauwelt Fundamente Band 16, Ullstein, Berlin / Frankfurt am Main / Wien: 1965
- Band 18: Nicht erschienen
- Band 21: Julius Posener (Hg.): Ebenezer Howard. Gartenstädte von morgen. Das Buch und seine Geschichte. Bauwelt Fundamente Band 21, Berlin Frankfurt/M. Wien: Ullstein, 1968

### Nach 1970 erschienen
- Band 41: Aldo Rossi: L'architettura della città, 1966, deutsch: Die Architektur der Stadt. Skizze zu einer grundlegenden Theorie des Urbanen. Bauwelt Fundamente Band 41, Düsseldorf 1973
- Band 50: Robert Venturi: Complexity and Contradiction in Architecture, 1966, deutsch: Komplexität und Widerspruch in der Architektur, Bauwelt-Fundamente Band 50, Wiesbaden 197?, Birkhäuser Verlag 2007
- Band 53: Robert Venturi, Steven Izenour, Denise Scott Brown: Learning from Las Vegas: The Forgotten Symbolism of Architectural Form, 1972, Überarbeitete Fassung The MIT Press 1977, deutsch: Lernen von Las Vegas. Zur Ikonographie und Architektursymbolik der Geschäftsstadt. Bauwelt Fundamente Band 53, Wiesbaden 1979

### Nach 1980 erschienen
- Band 56: Thilo Hilpert (Hrsg.): Le Corbusiers „Charta von Athen“. Texte und Dokumente. Kritische Neuausgabe. ISBN 3-7643-6363-0.
- Band 61: Heinrich Tessenow: Geschriebenes: Gedanken eines Baumeisters. Hrsg. von Otto Kindt. Bauwelt Fundamente Band 61, Braunschweig;. Wiesbaden: Vieweg, 1982.
- Band 64: Fischer, Fromm, Gruber, Kähler, Weiß: Abschied von der Postmoderne. Bauwelt Fundamente Band 64, Vieweg, Braunschweig 1987.
- Band 68: Christoph Hackelsberger: Plädoyer für eine Befreiung des Wohnens aus den Zwängen sinnloser Perfektion. Bauwelt Fundamente Band 68, Vieweg Verlag, Braunschweig 1983.
- Band 70: Henry-Russell Hitchcock, Philip Johnson: The International Style: Architecture since 1922, W. W. Norton & Company, New York 1932, second edition 1966; deutsch: Der Internationale Stil. Bauwelt Fundamente, Band. 70, Vieweg, Braunschweig 1985.
- Band 73: Elisabeth Blum: Le Corbusiers Wege. Wie das Zauberwerk in Gang gesetzt wird. Bauwelt Fundamente, Band 73, Vieweg Braunschweig, 1987; 31995, Birkhäuser Basel 42001. ISBN 3-7643-6496-3.
- Band 75: Ulrich Conrads (Hrsg.): Um uns die Stadt 1931. Anthologie neuer Großstadtdichtung. Bauwelt Fundamente Band 75, Braunschweig: Vieweg & Sohn, 1986.[11]
- Band 77: Jan Turnovsky: Die Poetik eines Mauervorsprungs. Essay Vieweg Braunschweig 1987, NA: Stern, Berlin 2014, ISBN 978-3-941539-58-7.
- Band 79: Christoph Hackelsberger: Beton – Stein der Weisen? Nachdenken über einen Baustoff, Bauwelt Fundamente Band 79, Vieweg Verlag, Braunschweig 1988.
- Band 80: Georg Dehio, Alois Riegl: Konservieren, nicht restaurieren. Streitschriften zur Denkmalpflege um 1900. Vieweg Verlag, Braunschweig 19??, unveränderter Nachdruck 2014 ISBN 978-3-0356-0101-5.
- Band 82: Klaus Jan Philipp (Hrsg.): Revolutionsarchitektur. Klassische Beiträge zu einer unelastischen Architektur. Bauwelt Fundamente Band 82, Vieweg Verlag, Braunschweig 1990.
- Band 89: Reyner Banham: Die Revolution der Architektur. Theorie und Gestaltung im ersten Maschinenzeitalter, Bauwelt Fundamente Band 89, Vieweg Verlag, Braunschweig 1990.
- Band 91: Christoph Hackelsberger: Hundert Jahre deutsche Wohnmisere und kein Ende? (= Bauwelt Fundamente, Band 91), Vieweg, Braunschweig 1990, ISBN 3-528-08791-9.

### Nach 1990 erschienen
- Band 93: Klaus Novy, Felix Zwoch (Hrsg.): Nachdenken über den Städtebau. Stadtbaupolitik, Baukultur, Architekturkritik. Vieweg, Braunschweig/Wiesbaden 1991, ISBN 3-528-08793-5.
- Band 94: Ulrich Conrads, Peter Neitzke (Hrsg.): Mensch und Raum. Das Darmstädter Gespräch 1951. (= Bauwelt-Fundamente Band 94). (Mit den Vorträgen von Schwarz, Schweizer, Heidegger, Ortega y Gasset.) Neuausgabe: Vieweg, Braunschweig 1991, ISBN 3-528-08794-3.
- Band 95: Andreas Schätzke: Zwischen Bauhaus und Stalinallee. Architekturdiskussion im östlichen Deutschland 1945–1955. Vieweg, Braunschweig/Wiesbaden 1991; 2., überarbeitete Auflage Birkhäuser, Basel 2017, ISBN 978-3-0356-1120-5.
- Band 98: Goerd Peschken: Baugeschichte politisch. Schinkel. Stadt Berlin. Preußische Schlösser. Zehn Aufsätze mit Selbstkommentaren. (= Bauwelt-Fundamente Band 98). Vieweg, Braunschweig/Wiesbaden 1993, ISBN 3-528-08796-X.
- Band 99: Kristiana Hartmann (Hrsg.): Trotzdem modern. Die wichtigsten Texte zur Architektur in Deutschland 1919–1933. Vieweg, Braunschweig/Wiesbaden 1994, ISBN 3-528-08799-4.
- Band 100: Ulrich Conrads (Hrsg.): Die Bauhaus-Debatte 1953: Dokumente einer verdrängten Kontroverse. Vieweg, Braunschweig/Wiesbaden 1994, ISBN 3-528-06100-6.

### Nach 2000 erschienen
- Band 115: Niels Gutschow: Ordnungswahn. Architekten planen im „eingedeutschten Osten“ 1939–1945. Bauwelt Fundamente Band 115, Basel: Birkhäuser, 2001, ISBN 978-3-7643-6390-1
- Band 118: Thomas Sieverts: Zwischenstadt. Zwischen Ort und Welt, Raum und Zeit, Stadt und Land. Bauwelt Fundamente Band 118, Vieweg, Braunschweig, 1997. ISBN 3-528-06118-9
- Band 122: Alison Smithson und Peter Smithson: Italienische Gedanken, weitergedacht. Bauwelt Fundamente Band 122, Vieweg, Braunschweig, 199?
- Band 125: Ulrich Conrads (Hrsg.): Die Städte himmeloffen. Reden und Reflexionen über den Wiederaufbau des Untergegangenen und die Wiederkehr des Neuen Bauens 1948/49  Bauwelt Fundamente Band 125, Basel: Birkhäuser, 2003, ISBN 3-7643-6903-5
- Band 126: Werner Sewing: Bildregie. Architektur zwischen Retrodesign und Eventkultur, Bauwelt Fundamente Band 126, Gütersloh 2003. ISBN 978-3-7643-6904-0.
- Band 128: Elisabeth Blum: Schöne neue Stadt. Wie der Sicherheitswahn die urbane Welt diszipliniert. Bauwelt Fundamente Band 128, Birkhäuser Basel, Boston, Berlin 2003. ISBN 3-7643-6250-2
- Band 130: Elisabeth Blum, Peter Neitzke: FavelaMetropolis. Berichte und Projekte aus Rio de Janeiro und São Paulo. Bauwelt Fundamente Band 130, Birkhäuser Basel, Boston, Berlin 2004. ISBN 3-7643-7063-7
- Band 132: Karin Wilhelm, Detlef Jessen-Klingenberg (Hrsg.): Formationen der Stadt. Camillo Sitte weitergelesen, Bauwelt Fundamente Band 132, Birkhäuser, Basel 2006, ISBN 978-3-7643-7152-4
- Band 135: Florian Rötzer: Vom Wildwerden der Städte, Bauwelt Fundamente Band 135, Basel: Birkhäuser 2006, ISBN 978-3-7643-7965-0
- Band 136: Ulrich Conrads (Hrsg.): Zeit des Labyrinths: Beobachten, Nachdenken, Feststellen 1956–2006. Bauwelt Fundamente Band 136, Basel: Birkhäuser, 2007, ISBN 978-3-7643-8191-2
- Band 141: Günther Fischer: Vitruv NEU oder Was ist Architektur? Bauwelt Fundamente Band 141, Birkhäuser, Basel 2009, ISBN 978-3-7643-8805-8.
- Band 143: Elisabeth Blum, Peter Neitzke: Dubai. Stadt aus dem Nichts. Bauwelt Fundamente Band 143, Birkhäuser Basel, Boston, Berlin 2009. ISBN 978-3-7643-9952-8
- Band 146: Adrian von Buttlar, Gabi Dolff-Bonekämper, Michael S. Falser, Achim Hubel, Georg Mörsch (Hrsg.): Denkmalpflege statt Attrappenkult. Gegen die Rekonstruktion von Baudenkmälern – eine Anthologie. Einführung und Redaktion: Johannes Habich, Bauwelt Fundamente Band 146, Bauverlag, Gütersloh 2011 / Birkhäuser, Basel 2011, ISBN 978-3-0346-0705-6
- Band 147: Architektur und symbolisches Kapital: Bilderzählungen und Identitätsproduktion bei O.M. Ungers (= Bauwelt Fundamente, Band 147), Bauverlag, Gütersloh 2011 ISBN 978-3-03-460779-7 / Birkhäuser, Basel 2011, ISBN 978-3-0356-0558-7 (Dissertation Universität Zürich 2009, 223 Seiten).
- Band 150: Dietmar Offenhuber, Carlo Ratti (Hrsg.): Die Stadt entschlüsseln. Wie Big Data die Stadtentwicklung verändern (= Bauwelt Fundamente, Band 150). Birkhäuser, Basel / Berlin 2013, ISBN 978-3-03821-590-5.
- Band 152: Günter Fischer: Architekturtheorie für Architekten – die theoretischen Grundlagen des Faches Architektur (= Bauwelt Fundamente, Band 152), Birkhäuser, Basel 2014, ISBN 978-3-03821-505-9.
- Band 153: Harald Bodenschatz: Urbanism and dictatorship, an European perspective (= Bauwelt Fundamente, Band 153), Birkhäuser, Basel 2015, ISBN 978-3-03821-660-5.